# James Lipton

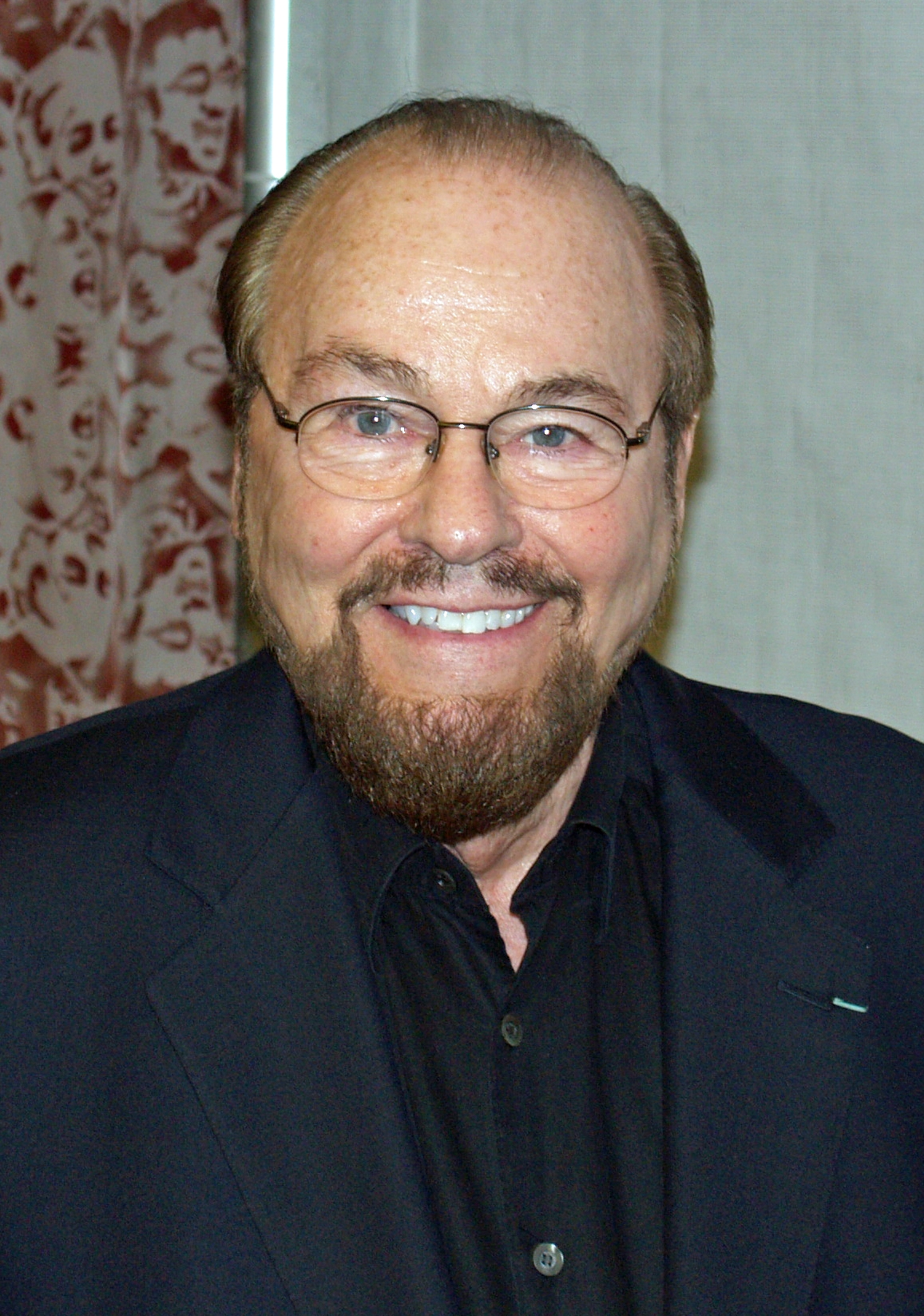
James Lipton, 2007

James Lipton (* 19. September 1926 in Detroit; † 2. März 2020 in New York City) war ein amerikanischer Autor, Talkmaster, Schauspieler und Schauspiellehrer. Er wurde durch seine von 1994 bis 2018 im Fernsehen unter dem Titel Ungeschminkt (Originaltitel: Inside the Actors Studio) gesendeten Interviews mit Filmschaffenden bekannt.

## Biographie
Lipton wurde 1926 in Detroit geboren. Seine Mutter war Lehrerin, sein Vater der Journalist und Schriftsteller Lawrence Lipton. Lipton war das einzige Kind des Ehepaars, das sich Ende der 1930er Jahre scheiden ließ. Liptons Karriere begann in den frühen 40er Jahren, als er in Radioproduktionen mitwirkte und unter anderem dem Neffen des Lone Rangers seine Stimme lieh. Nach dem Zweiten Weltkrieg lebte er für einige Jahre in Paris.
Er kehrte in die Vereinigten Staaten zurück und arbeitete als Schauspieler in verschiedenen Fernsehserien. In den 50er, 60er und 70er Jahren war er als Autor an der Produktion mehrerer Seifenopern beteiligt, darunter an Springfield Story. 1967 arbeitete er an einem Broadway-Musical, produzierte 1977 Jimmy Carters Amtseinführungsgala für das Fernsehen sowie mehrere Geburtstagsspecials für und mit Bob Hope und schrieb Barry Manilows 1985 produzierten Fernsehfilm Copacabana.
In den 90er Jahren wurde er Dekan der Actors Studio Drama School, einer Kollaboration der Hochschulen Actors Studio und New School in New York City. Im Rahmen eines dort angebotenen Kurses begann Lipton, Schauspieler, Regisseure und andere Filmschaffende zu interviewen. Die aufgezeichneten Interviews Inside the Actors Studio werden in vielen Ländern ausgestrahlt, beispielsweise in Mitteleuropa auf 3sat unter dem Titel Ungeschminkt.

### Privates
1954 heiratete er die Schauspielerin Nina Foch, die Ehe hielt bis 1958. Mit seiner zweiten Ehefrau Kedakai Turner war er ab 1970 verheiratet. Er starb Anfang März 2020 im Alter von 93 Jahren an Blasenkrebs.

## Werke (Auswahl)
- An exaltation of larks, or, The venereal game. 3. Aufl. Penguin Books, New York 1993, ISBN 0-14-017096-0 (Nachdr. d. Ausg. New York 1968).
- An Exaltation of Romance & Revelry. Random house, New York 1995, ISBN 978-0-517-16472-3.
- Inside Inside. Dutton, New York 2007, ISBN 978-0-525-95035-6 (Autobiographie).
- Mirrors. New English Library, New York 1981, ISBN 0-450-04852-7.